# Ondas de tránsito

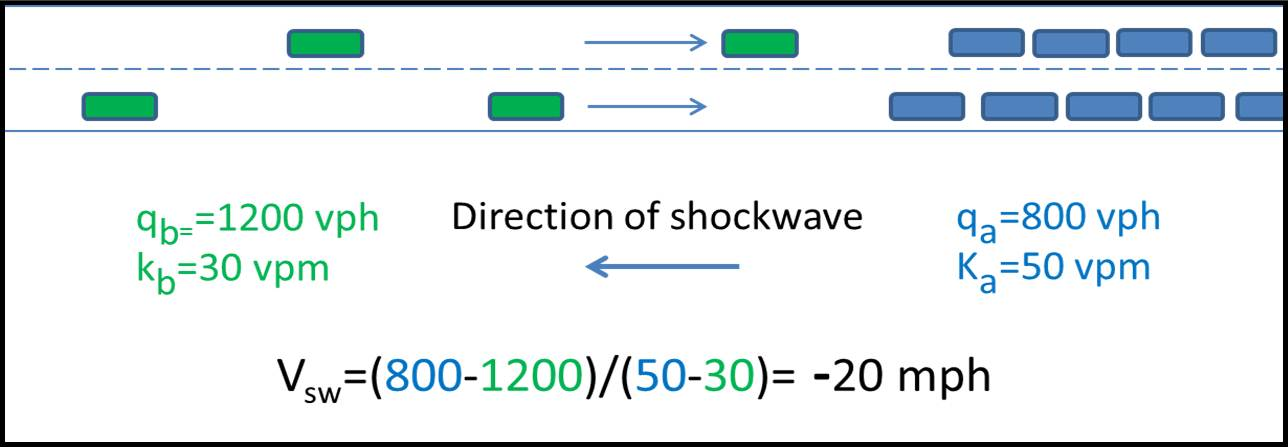
Ilustración del comportamiento de una onda de tránsito.

Las ondas de tránsito o de tráfico, también llamadas ondas de paro, ola de frenado, efecto oruga o popularmente atascos fantasma, son perturbaciones que viajan por una distribución de vehículos en una autopista o vía transitable. Las ondas de tráfico se perciben como áreas donde los vehículos están más juntos y áreas donde los vehículos tienen mayores distancias.
Las ondas de tránsito usualmente viajan en sentido inverso al del movimiento de los vehículos. Las ondas también pueden llegar a viajar en el sentido de los vehículos, pero comúnmente se detienen en algún punto del camino. Las ondas de tránsito son un tipo de congestión de tráfico.
Uno de los objetivos principales del estudio del flujo de tránsito vehicular es comprender las ondas de tránsito. Al observarlas, el flujo puede analizarse desde el punto de vista de la dinámica de fluidos. Se dice que, conociendo como se crean, un conductor también podría eliminarlas, aliviando así la situación de congestionamiento para todos los vehículos en un área.